# Under Siege
Under Siege war eine von 2003 bis 2008 bestehende deutsche Metalcore-Band aus Hannover.

## Geschichte
Im Herbst 1999 gründeten Henning Lührig, Sebastian Eggers und Christian Dormeier – bisher alle bei Hold Regained – zusammen mit Christopher Petersen und Stephan Möller von Raksasas die Hardcore-Punk-Band Max Rebo Kids. Nach mehreren Samplerbeiträgen und einer Single erschien 2001 über Let It Burn Records das Debütalbum Ciphers. Zur Promotion tourte die Band mit Born from Pain, Caliban, Maroon, Deadlock und The Missing 23rd.
2002, während der Aufnahmen für das nächste Album, verschob sich der Sound der Band immer mehr in den Metalcore, weswegen sich die Band, um einen neuen Schritt in der Bandgeschichte zu markieren, in Under Siege umbenannte. Zusammen mit Kristian „Kohle“ Kohlmannslehner (u. a. Crematory, Agathodaimon) wurde das Album After the Flood aufgenommen. Der Gitarrist von Crematory, Matthias Hechler, spielte darauf ein Solo beim Titel Twisting the Knife. Das Album wurde im November 2003 veröffentlicht und im November begaben sich Under Siege mit Comeback Kid auf Tour.
Nach Auftritten oder Tourneen mit Fear My Thoughts, Champion, The Promise, Caliban, Zero Mentality, Terror, Throwdown, Eighteen Visions, Heaven Shall Burn, The Black Dahlia Murder und Himsa wurden fünf neue Titel aufgenommen, die im Oktober 2004 zusammen mit der Band A Traitor Like Judas auf der Split-CD Ten Angry Men veröffentlicht wurden. In einer Rezension zur Split-CD wurden die beiden Bands als „definitiv zugehörig zur nationalen Hardcore/Metalcore-Speerspitze“ bezeichnet.
Nach einigen weiteren Auftritten verließen Christopher Petersen und Stephan Möller die Band, die jedoch schnell Ersatz in Jörg Wöckener und Matthias Bormann fand. 2006 erschien das Album Days of Dying Monuments, auf dem sich die fünf Songs der inzwischen vergriffenen Split-CD zusammen mit sieben neuen Aufnahmen befinden. Es folgten wieder Konzerte, diesmal mit Bands, wie Parkway Drive, Death by Stereo und Walls of Jericho.
Im Herbst 2008 verließen Jörg Wöckener und Henning Lührig die Band, woraufhin Under Siege ihre Auflösung bekanntgaben.

## Diskografie
als Max Rebo Kids
- 2001: Ciphers (Let It Burn Records)
- 2001: Some Moments Are Longer Than Lifetimes ... (blockbust records)

als Under Siege
- 2003: After the Flood (Let It Burn Records)
- 2004: Ten Angry Men (Split-CD mit A Traitor Like Judas, Let It Burn Records)
- 2006: Days of Dying Monuments (Let It Burn Records)

## Videos
- Kill Traitors